# 拜萊德
拜萊德是匈牙利的城鎮，位於該國西北部，由傑爾-莫雄-肖普朗州負責管轄，面積26.47平方公里，2011年人口2,592，其中約七成居民信奉天主教。

## 外部連結
- Street map （页面存档备份，存于） （匈牙利文）